# Trayvon Bromell
Trayvon Bromell, född den 10 juli 1995 i St. Petersburg, Pinellas County, Florida, är en amerikansk sprinter inom friidrott.

## Karriär
Bromell vann en guldmedalj på 100 meter vid juniorvärldsmästerskapen 2014 och delade bronsmedaljen på 100 meter med Andre De Grasse vid VM i Peking 2015.
I juli 2022 vid VM i Eugene tog Bromell brons på 100 meter efter ett lopp på 9,88 sekunder.